# 湖南渉外経済学院
湖南渉外経済学院（英語: Hunan International Economics University）は、中国湖南省長沙市岳麓区に本部を置く中国の私立大学。1997年創立、1997年大学設置。
2014年時点では、学校の面積は95.60万平方メートル、建築面積は42.76万平方メートル、生徒数約26158人、本科生20467人、専科生3976人、教職員986人。

## 略歴
湖南渉外経済学院の起源となる湘南文理専修学院を湖南獵鷹實業有限公司が設立。1998年、長沙市岳麓区麓谷園に移転、名称を湖南渉外経済学院に変更。

## 基礎データ
- 所在地
  - 長沙市岳麓区

- 校訓
  - 「至善至美、自立自強」

- 校歌

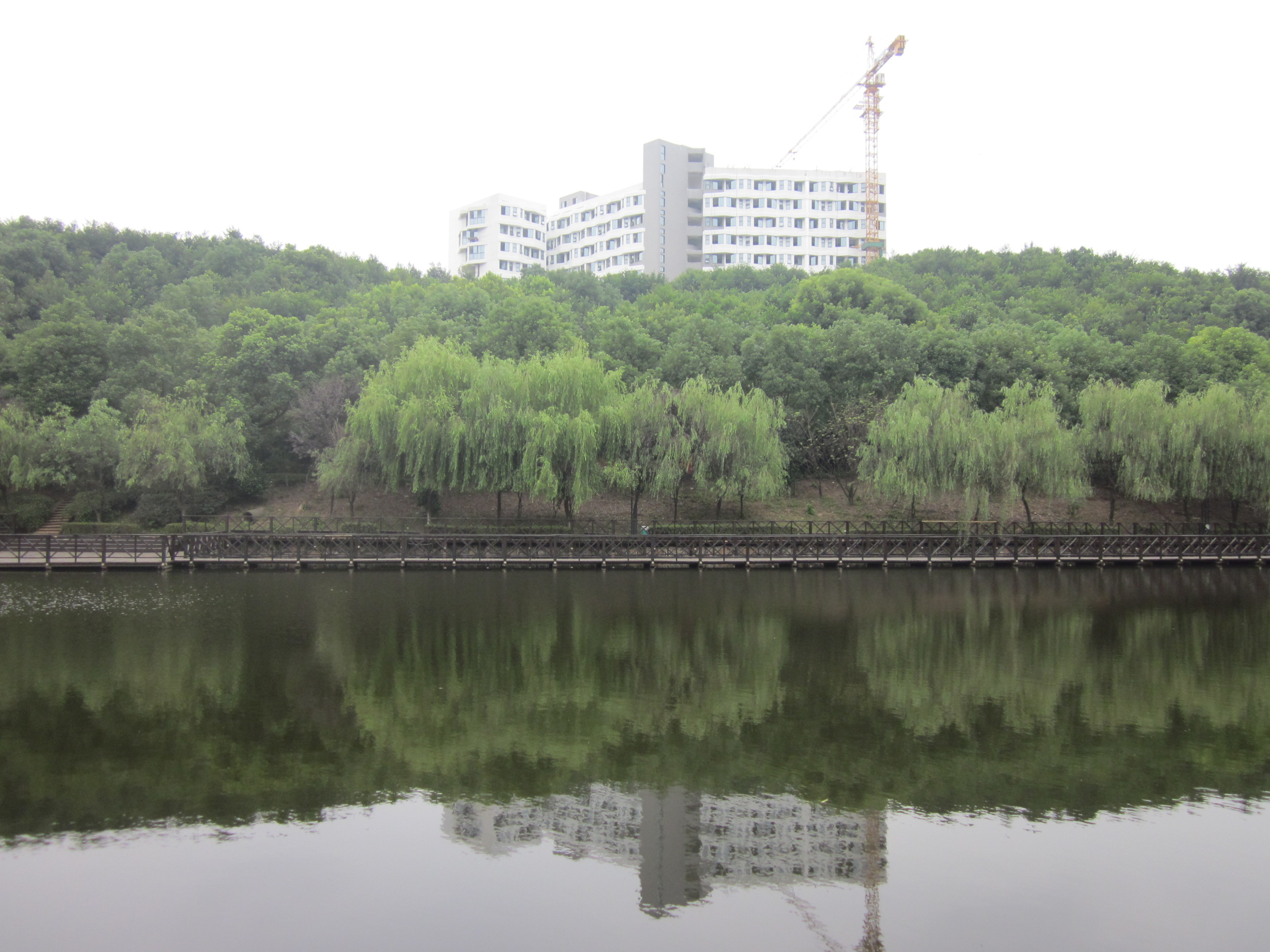
校園。

  - 「湖南渉外経済学院校歌」。張楚廷作詞·蔡廷瑞、余開基作曲。

## 組織
「学院」も「系」も日本の大学の学部にほぼ相当する。「学部」は「学院」と「系」の上の編成で、実体はなく、日本の「学部」とは位置付けが異なっている。妙訳がないのでそのまま記す。
- 商学院
- 管理学院
- 文法学院
- 体育学院
- 外国語学院
- 機械工程学院
- 信息科学·工程学院
- 設計芸術学院
- 音楽学院
- 継續教育学院
- 労瑞徳国際教育学院

## 附属機関

### 附属図書館

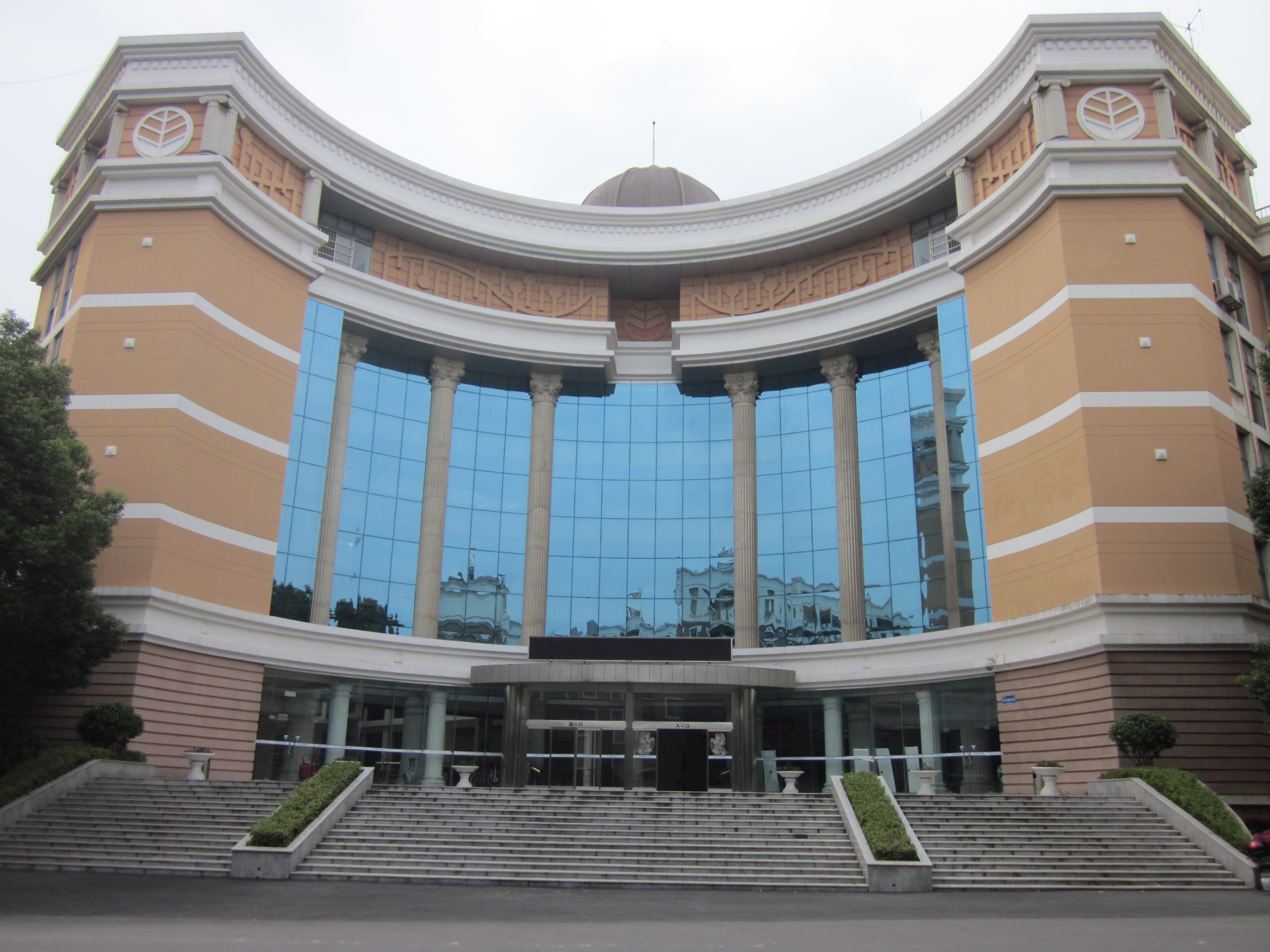
湖南渉外経済学院図書館

湖南渉外経済学院図書館、蔵書数は全館合計で約146.56万冊

## 大学の人物一覧

### 教授
- 董事長：張剣波
- 学長：張放平
- 党委書記：潘留仙